# Slănciogled, Kărdjali
Slănciogled (în bulgară Слънчоглед) este un sat în comuna Djebel, regiunea Kărdjali,  Bulgaria. 

## Demografie
Componența etnică a satului Slănciogled
     Turci (68,24%)
     Bulgari (2,84%)
     Nicio identificare (28,9%)
     Altele (0%)
La recensământul din 2011, populația satului Slănciogled era de 211 locuitori. Din punct de vedere etnic, majoritatea locuitorilor (68,24%) erau turci, cu o minoritate de bulgari (2,84%). Pentru 28,9% din locuitori nu este cunoscută apartenența etnică.